# Punt van Schiffler

Het punt van Schiffler

Het punt van Schiffler is driehoekscentrum en heeft kimberlingnummer X(21). Als I het middelpunt is van de ingeschreven cirkel, dan zijn de rechten van Euler van de driehoeken ABC, IBC, AIC en ABI concurrent. Het punt waar deze rechten snijden heet het punt van Schiffler. Dit punt werd in 1985 geïntroduceerd door de speelgoedfabrikant en amateurmeetkundige Kurt Schiffler (1896–1986) in het Canadese wiskundetijdschrift Crux Mathematicorum.

## Coördinaten
Is s de halve omtrek van ABC, en zijn a, b, en c de lengten van de zijden van ABC, dan zijn de barycentrische coördinaten van het punt van Schiffler:
{\displaystyle \left({\frac {a(s-a)}{b+c}}:{\frac {b(s-b)}{a+c}}:{\frac {c(s-c)}{a+b}}\right).}

## Eigenschap
De ceva-driehoek van het punt van Schiffler en de driehoek gevormd door de middelpunten van de aangeschreven cirkels zijn perspectief met het middelpunt van de omgeschreven cirkel als perspectiviteitscentrum.